# Ceramika sanitarna
Ceramika sanitarna bądź nieściśle biały montaż – pojęcie obejmujące elementy wyposażenia łazienki i kuchni, tradycyjnie wykonywane z różnych rodzajów ceramiki pokrytej szkliwem, niebędące płytkami ceramicznymi. Obejmuje ono takie urządzenia jak: umywalka, zlewozmywak, miska podwieszana, miska ustępowa stojąca, kompakt WC, bidet, brodzik ceramiczny, wanna kąpielowa wykonana z ceramiki, ustęp turecki. 
Urządzenia wyposażenia łazienek objęte mianem ceramiki sanitarnej wykonane są z mieszaniny glin i uszlachetniaczy, uformowanych, pokrytych  szkliwem (najczęściej borowo-węglanowym) i utrwalonych w procesie wypalania. 
Proces produkcji ceramiki sanitarnej obejmuje następujące etapy:
- przygotowanie masy,
- przygotowanie szkliwa,
- odlewanie,
- szlifowanie,
- pokrywanie szkliwem,
- suszenie,
- wypalanie,
- kontrola jakości,
- pakowanie.